# Basketball Wien
Basketball Wien (auch bekannt als Osterturnier) ist ein internationales Basketball-Jugendturnier, das seit April 1990 jährlich über Ostern in Wien stattfindet.
Das Turnier wird vom Club Basketball International veranstaltet. Spielstätten sind etliche Wiener Schulen, die Finalspiele finden für gewöhnlich in der Wiener Stadthalle statt. In den ersten 20 Jahren seit der Gründung des Turniers haben insgesamt über 5000 Teams aus 29 Ländern teilgenommen. Beim Turnier 2009 nahmen 480 Teams aus 20 Ländern teil.
Es gelten – mit einigen Ausnahmen – die Regeln der FIBA. Es erfolgt eine Unterteilung in sechs Altersklassen von den unter 12-Jährigen (U-12) bis zu den unter 20-Jährigen (U-20). In einigen Altersklassen wird zwischen den Leistungsstufen „Level High“ und „Level Low“ unterschieden.
Seit 2009 existiert eine Kooperation mit der Admiral Basketball Bundesliga, der höchsten österreichischen Spielklasse im Basketball, die ihren All-Star-Day im Rahmen dieses Turniers durchführt.